# Compagnia Distribuzione Internazionale
La Compagnia Distribuzione Internazionale, meglio nota con la sigla CDI, era una casa di distribuzione cinematografica italiana, che per alcuni anni ha collaborato con Medusa Film, appartenente al Gruppo Mediaset. Alla CDI era associata, per il ramo produttivo, la Clemi Cinematografica.

## Distribuzioni
Cinematografiche
- Conquest (1983)
- Speriamo che sia femmina (1986)
- Corsa di primavera (1989) (co-produzione con Produttori Associati)
- Cadillac man (1990)
- Aitanic (2000) (co-produzione con Italian International Film)
- FBI: Protezione testimoni 2 (2004) (co-produzione con Franchise Pictures)
- Dirty Dancing 2 (2004) (co-produzione con Lionsgate)

Home video
- The Butterfly Effect (2004)